# Балмошешти (Алба)
Балмошешти (рум. Bălmoșești) насеље је у Румунији у округу Алба у општини Рошија Монтана. Општина се налази на надморској висини од 745 m.

## Становништво
Према подацима из 2002. године у насељу је живело 103 становника, од којих су сви румунске националности.